# Arabesques (Debussy)
Pour les articles homonymes, voir Arabesques.
Les Deux arabesques, L. 74 (L. 66) sont une œuvre pour piano seul composée par Claude Debussy.

## Généralités
Il s'agit de deux œuvres écrites entre 1890 et 1891 par Debussy, alors âgé d'une trentaine d'années. Elles contiennent cependant nombre de traits caractéristiques du style de composition de Claude Debussy (tels que les rythmes, les couleurs …). L'autographe de l'œuvre présente comme signature Cl. A. Debussy, qu'il n'adopte que vers la fin de 1889. En 1891, les Arabesques sont tirées à 400 exemplaires et passent d'abord inaperçues. Elles deviennent populaires à partir de 1906, comme on le voit avec l'augmentation du nombre de tirages et de transcriptions pour divers instruments et orchestre.
Le terme d'« arabesque » fait partie du vocabulaire familier de Claude Debussy tout comme de celui de nombre d'artistes de l'époque. Cependant, il n'a pas de signification précise, puisque dans ses écrits, l'auteur l'applique aussi au chant grégorien, à J. S. Bach, à la musique balinaise et même à son Prélude à l'après-midi d'un faune. 
Ces Deux arabesques comptent parmi les toutes premières œuvres de la « musique impressionniste » en France. En effet, Claude Debussy semble vouloir mélanger les modes et les couleurs (nombreux changements de tonalité …).
Parmi les interprètes figure notamment Robert Casadesus et le pianiste Alain Planès.

## Première arabesque
La première arabesque débute dans la gamme de mi majeur après cinq mesures d'exposition dans un mode lydien (mode de fa) sur la. Le thème est exposé dans un mode pentatonique de mi superposé à la gamme de mi majeur. La fin de l'exposition se fait dans le ton de la dominante jusqu'à la reprise. La reprise reprend les deux premières mesures de l'exposition puis expose une marche harmonique jusqu'à passer sur un mode mixolydien (mode de sol sur la avant de revenir dans la tonalité de mi majeur. La première partie se termine sur une montée par degrés jusqu'à la cadence. Cette première partie est caractérisée par le rythme « trois-pour-deux », une technique très utilisée par Claude Debussy et les autres musiciens impressionnistes. Une deuxième partie débute alors en la majeur (alternance de tonalité en mi mineur, la majeur, do majeur). La troisième partie reprend avec une variation de la première.

## Seconde arabesque

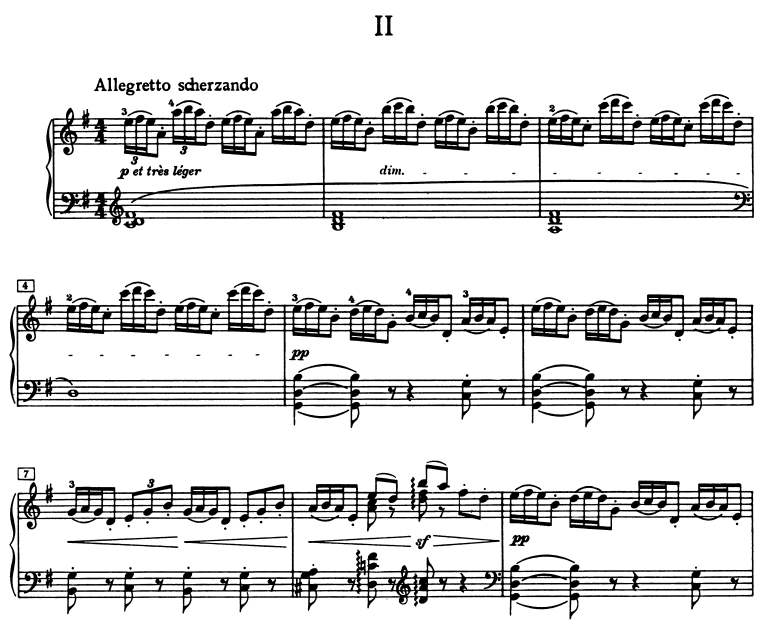
Premières mesures de la deuxième Arabesque

La seconde arabesque en sol majeur possède un tempo beaucoup plus rapide (allegretto scherzando). C'est une pièce en trois parties, dont la première est dans une couleur de sol majeur tout en restant dans un esprit modal. On y trouve des couleurs de gamme pentatonique et de gamme par ton. La première partie se clôt par un accord suspensif reposant sur la gamme par ton. La seconde partie montre une présence marquée d'une couleur de si majeur.

## Postérité
La première arabesque donnera lieu à plusieurs interprétations, dont :
- Isao Tomita s'en inspire pour une composition au synthétiseur,
- le disque Snowflakes are Dancing, comporte une arabesque électronique qui devient le générique de l'annonce des programmes de FR3 à partir de 1983,
- Alicia Keys et Jeff Bhasker l'utilisent pour accompagner la chanson Like the Sea.